# Etleva Shemai
Etleva Shemai ist eine albanische Opernsängerin (Mezzosopran) und Solistin.

## Leben
Shemai studierte Gesang an der Universität der Künste Tirana in Albanien und ab 1998 an der Hochschule für Musik Mainz der Johannes Gutenberg-Universität bei der Mezzosopranistin Claudia Eder. 1998 gewann sie das Bayreuth-Stipendium der Städte Mainz und Wiesbaden. Ein Jahr später wurde sie mit dem Preis des Senats der Mainzer Universität ausgezeichnet, der mit 1000 EUR dotiert ist. Anschließend trat sie im Meisterkurs der Kammeroper Schloss Rheinsberg unter Leitung von Claudia Eder als "Gretchen" auf. Während ihrer Studienzeit gab sie mehrfach Opernkonzerte an den Staatstheatern Mainz und Wiesbaden, wo sie u.a. Arien aus Georges Bizets Carmen, aus Jules Massenets Oper Werther, Giuseppe Verdis Il Trovatore, Pietro Mascagnis Cavalleria rusticana, Richard Wagners Lohengrin und dem Barbier von Sevilla von Giacchino Rossini vortrug. Im Jahr 2000 trat sie auf Einladung der Kulturvereinigung Volksbühne im Staatstheater Wiesbaden auf, wo sie Arien aus Carmen von Georges Bizet und aus der Walküre von Richard Wagner sang.
Ihr erstes festes Engagement führte sie an das Mecklenburgische Staatstheater in Schwerin, wo sie 2001 in der Neuproduktion von Richard Wagners Tannhäuser die Rolle der Venus übernahm. Als Gastsolistin spielte sie in der Spielzeit 2004/05 am Opernhaus Graz in Österreich die Annina im Rosenkavalier von Richard Strauss. Es folgten Auftritte im Rahmen der „Italienischen Opernnacht“ mit dem Leipziger Symphonieorchester 2016 an der Alten Oper in Frankfurt und 2018 auf Burg Lindenfels.
Parallel trat sie als Solistin mit großen Rundfunk- und Staatsorchestern auf: Gemeinsam mit den Thüringischen Philharmonikern führte sie als Solistin 2015 in Gotha die 9. Sinfonie von Ludwig van Beethoven auf. Mit den "Frankfurter Philharmonikern" sang sie 2015 bei einem Weihnachtskonzert in Rüsselsheim u.a. eine Szene aus „Samson und Dalila“ von Camille Saint-Saëns. Mit dem Johann-Strauß-Orchester Frankfurt trat sie 2019 bei den „Berliner Philharmonikern“ auf.
Im Rahmen des Kulturjahres Österreich – Albanien 2018 war Shemai als Solistin gemeinsam mit einem Quartett der Wiener Philharmoniker unter Leitung des Konzertmeisters Volkhard Steude beteiligt. 2019 unterstützte sie ein Benefizkonzert in der Kirche St. Paulus in Antwerpen für albanische Erdbebenopfer.
2020 trat sie bei der „Italienischen Opernnacht“ anlässlich der Darmstädter Residenzfestspiele unter der Leitung von Wolfgang Seeliger auf.
Seit 2014 lebt und unterrichtet Shemai in Dallas/USA.
2023 publizierte sie einen Reiseführer über ihr Herkunftsland Albanien.